# Hermitage (Berkshire)
Pour les articles homonymes, voir Hermitage.
Hermitage est une paroisse civile et un village du Berkshire, en Angleterre.